# Neethan Shan
Pour les articles homonymes, voir Shan (homonymie).
Neethan Shanmugarajah (tamoul: நீதன் சண்முகராஜா, romanisé: Nītaṉ Caṇmukarājā) (né le 24 décembre 1978) est un homme politique provincial et municipal canadien de l'Ontario. Il est le premier Tamoul canadien à siéger au conseil municipal de Toronto (en).

## Biographie
Né à Jaffna au Sri Lanka, Shan immigre au Canada comme réfugié à l'âge de 16 ans,,.
Diplômé avec honneur d'un Bachelor of Science (BSc) de l'université de Toronto en 2001 et d'un Bachelor of education (BEd) de Ontario Institute for Studies in Education (en) (OISE) en 2003,,, il complète plus tard un Master of education (MEd) en sociologie et en éducation paritaire de l'OISE en 2012.
Il travaille ensuite comme travailleur social dans le secteur torontois de Malvern (en), et devient directeur exécutif de l'agence de services sociaux Canadian Tamil Youth Development Centre (CanTYD) à l'âge de 22 ans.
Shan est également vice-président du Conseil national des Tamouls canadiens (National Council of Canadian Tamils) et président du Comité du mois du patrimoine Tamoul (Tamil Heritage Month Committee) fondé en 2009,,. Il œuvre aussi à l'amélioration de la radio multiculturelle CJSA-FM (en) et de l'organisme Tamil Vision International (en),,.

## Carrière politique

### Conseiller scolaire
Shan se présente plusieurs fois à des élections sans succès, mais parvient à siéger au York Region District School Board (YRDSB) de décembre 2006 à novembre 2010 et au Conseil scolaire du district de Toronto de janvier 2016 à février 2017.

### Politique provinciale
Profitant d'une absence du YRDSB pour se présenter comme candidat néo-démocrate lors de l'élection provinciale de 2007 dans Scarborough—Guildwood, il est défait et retourne siéger au conseil scolaire. Il tente à nouveau sa chance sans succès dans Scarborough—Rouge River en 2011.
En avril 2012, Shan est élu président du Nouveau Parti démocratique de l'Ontario,,.
Shan est à nouveau défait lors de l'élection de 2014, de l'élection partielle de 2016 et à nouveau en 2022.

### Conseil municipal de Toronto
Profitant de la démission du conseiller Raymond Cho, il est élu au conseil municipal de Toronto pour le ward #42 Scarborough—Rouge River lors de l'élection partielle de février 2017. Il devient alors le premier Tamoul canadien à faire son entrée au conseil. Il est défait par Jennifer McKelvie par une courte majorité lors de l'élection municipale de  décembre 2018.